# Herpetología
La herpetología (del griego «ἑρπετόν», herpeton "animal reptante, que se arrastra", y «-λογία» -logía, tratado, estudio, ciencia) es la rama de la zoología que estudia a los reptiles y anfibios. La herpetología comprende la biología, ecología, etología, taxonomía, genética y manejo de estos organismos.
Los anfibios y reptiles viven en ambientes acuáticos y terrestres, por lo que están expuestos a la contaminación y destrucción del hábitat a causa de las actividades humanas. El estudio de los anfibios y reptiles es importante porque su biodiversidad indica el estado de conservación de los ecosistemas. Algunos venenos y toxinas producidas por los reptiles y los anfibios son útiles en la medicina humana, por ejemplo, el estudio de los venenos de ciertas serpientes se investiga en busca de fármacos anticoagulantes.
Para ser herpetólogo regularmente se requiere un título universitario en biología, ecología o zoología y posteriormente se especializa en el estudio de los anfibios y reptiles a partir de cursos, talleres o el desarrollo de una tesis. Sin embargo, existen personas que han estudiado otras carreras y se han vuelto herpetólogos de forma autodidacta, leyendo, reuniéndose con otras personas interesadas en la herpetología (como los miembros una sociedad herpetológica) y adquiriendo experiencias con anfibios y reptiles como mascotas o en el campo. Existen tres áreas principales de empleo para los herpetólogos: 1) Posicionarse en una universidad como profesor e investigador, para esto se requiere generalmente un doctorado, 2) Posicionarse en una agencia gubernamental de vida silvestre y 3) Posicionarse en un museo de historia natural o colección herpetológica como curador o personal, esto a menudo implica la misma capacitación académica que se exige para un puesto universitario. Los herpetólogos pueden aumentar sus ingresos cobrando una tarifa por servicios o productos a partir de fotografías, conferencias, libros, artículos o realizando excursiones de vida silvestre.